# Площа Вишиваного
Площа Вишива́ного — площа у Галицькому районі міста Львів, у місцевості Снопків. Розташована між вулицями Кубійовича та Тютюнників.

## Історія
З 1936 року площа мала назву Генерала Крука, на честь учасника січневого повстання 1863 року. З 1943 року по липень 1944 року, протягом німецької окупації, називалася Людвіґ Зандпляц, на честь учасника німецького студентського руху Карла Людвіґа Занда. Після звільнення Львова від нацистів площі на деякий час повернули стару назву, Крука, але вже у 1945 році, із встановленням радянської влади, площа отримала нову назву — площа Патріотів.
Сучасна назва — від 1993 року, на честь Вільгельма Габсбурга (Василя Вишиваного), австрійського ерцгерцога з династії Габсбургів, полковника Легіону Українських січових стрільців.
До площі приписано лише два житлових будинки під № 3 та № 4, споруджених у стилі польського конструктивізму 1930-х років. Посередині площі розташований невеликий сквер.

## Галерея

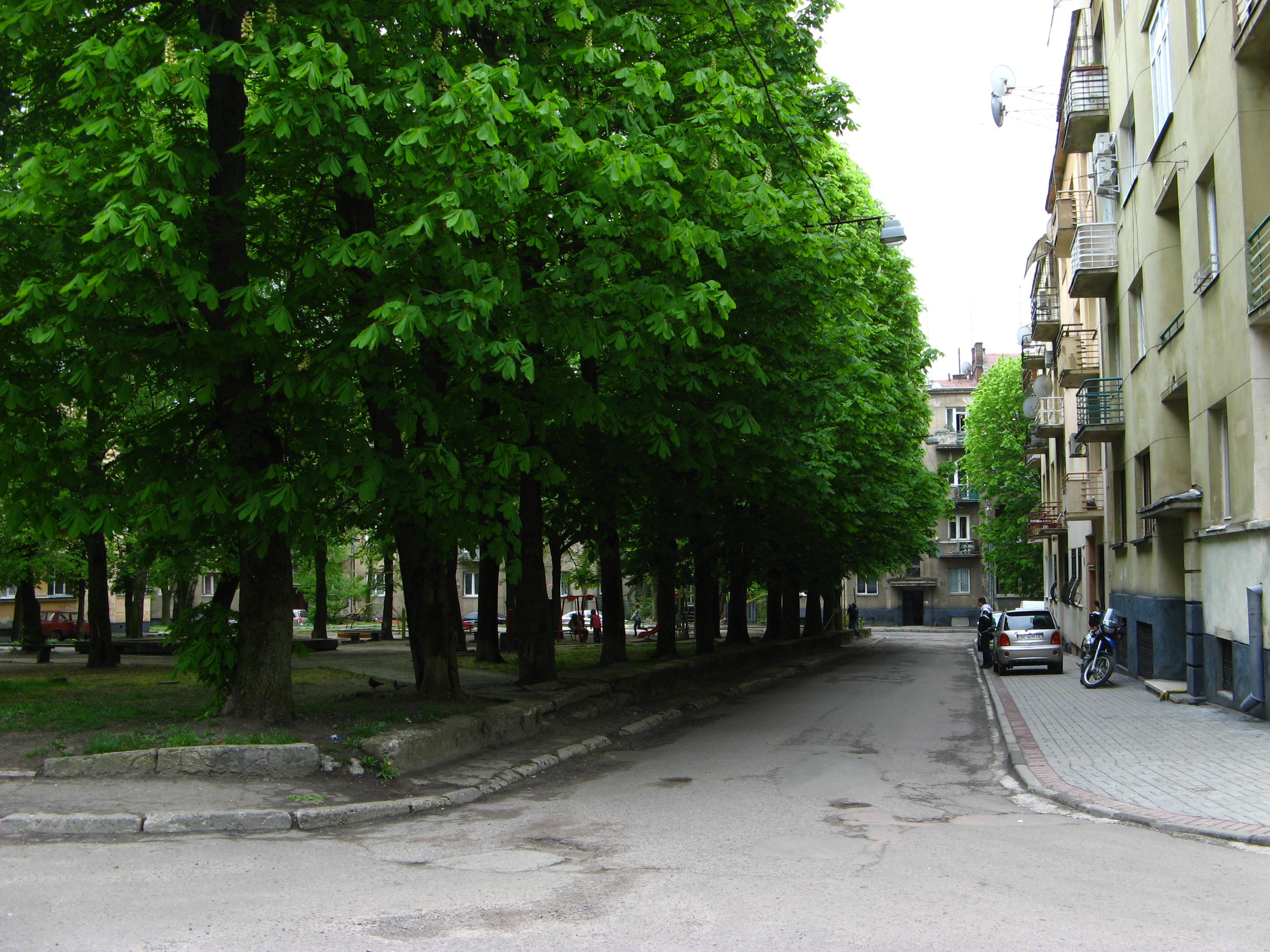
Площа В. Вишиваного (загальний вигляд)